# Choroba olejowa
Choroba olejowa – śmiertelna choroba ptaków morskich wywołana kontaktem z produktami naftowymi (ropopochodnymi), które odkładając się na piórach wywołują różne zatrucia oraz ograniczają ochronę przed niskimi temperaturami.